# Marnie Stern (musikalbum)
Marnie Stern är det tredje studioalbumet av Marnie Stern, utgivet den 5 oktober 2010 på Kill Rock Stars. Den första singeln, "For Ash", släpptes den 26 juli 2010.

## Låtlista
1. "For Ash" - 4:27
2. "Nothing Left" - 2:57
3. "Transparency Is the New Mystery" - 2:56
4. "Risky Biz" - 3:16
5. "Female Guitar Players Are the New Black" - 3:12
6. "Gimme" - 4:11
7. "Cinco de Mayo" - 3:16
8. "Building a Body" - 3:02
9. "Her Confidence" - 3:08
10. "The Things You Notice" - 3:33

## Medverkande musiker
- Marnie Stern: sång, gitarr, keyboard
- Matthew Flegel: bas, keyboard, orgel
- Lars Stalfors: keyboard
- Zach Hill: trummor, bas, keyboard, piano